# Орден «Сонце Свободи»
Орден «Сонце Свободи» — нагорода Демократичної Республіки Афганістан. Орден було засновано 16 жовтня 1981 як вища нагорода ДРА. До цього найвищим орденом був орден «Саурської Революції»

## Статут
Орден «Сонце Свободи» вручався за видатні досягнення в революційній, державної, політичної і громадської діяльності. Їм відзначалися заслуги у справі зміцнення єдності, братерства і дружби між усіма національностями, племенами і народностями країни. Цим орденом так само нагороджувалися громадяни за видатні досягнення в справі зміцнення і розвитку дружби і співробітництва між народом Афганістану і народами інших країн, підтримки миру між народами.

## Опис знака
Орден являє собою багатопроменеву чеканну зірку з брілліантірованимі гранями діаметром 52 мм, у центрі якої кріпиться накладної золочений герб ДРА діаметром 17 мм.
Зворотний бік — гладка, трохи увігнута до середини, має написи: вгорі — «Сонце Свободи» на пушту; внизу — «Сонце Свободи» на фарсі. У центрі зворотного боку знака вибитий порядковий номер, розташований між двома штифтами, якими кріпиться накладної герб на лицьовій стороні.
За допомогою вушка і кільця орден кріпиться до довгастої п'ятикутною колодці покритої шовковою муаровою стрічкою з рівними по товщині смужками зеленого, червоного і чорного кольорів. Краї стрічки окантовані вузькими білими смужками шириною 1,5 мм кожна.

## Відомі кавалери
- Брежнєв Леонід Ілліч
- Абдул Ахад Моманд
- Андропов Юрій Володимирович
- Громико Андрій Андрійович
- Устинов Дмитро Федорович